# Arthur Menachem Hantke

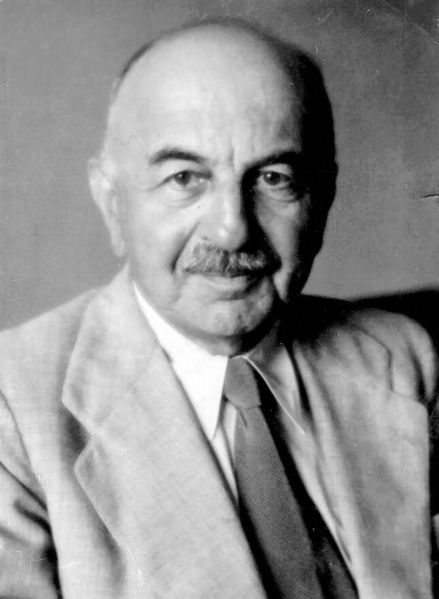
Arthur Hantke (1940)

Arthur Menachem Hantke (geboren 5. März 1874 in Berlin; gestorben 9. Oktober 1955 in Jerusalem) war ein deutsch-israelischer zionistischer Verbandsmanager.

## Leben
Arthur Hantke studierte Jura in Berlin und Freiburg im Breisgau und wurde promoviert. Er gehörte 1893 zu den Gründungsmitgliedern der Jüdischen Humanitätsgesellschaft Berlin. Er arbeitete ab 1900 als Rechtsanwalt in Berlin und engagierte sich im Zionismus. Hantke heiratete 1909 Edith Heimann. Von 1901 an war er wiederholt Delegierter auf zionistischen Kongressen, von 1903 bis 1928 war er Mitglied des Direktoriums des Keren Kayemeth LeIsrael (Jüdischer Nationalfonds). 1905 wurde er Leiter des Berliner Zentralbüros der Zionistischen Vereinigung für Deutschland (ZVfD) und war darin von 1911 bis 1920 Mitglied des Actions-Comités. Im Ersten Weltkrieg war Hantke Kontaktperson der zionistischen Organisationen zu den Mittelmächten. Im Gespräch mit Eugen Hoeflich bezeichnete 1918 der Zionist Alexander Marmorek unter den Funktionären des Zionismus Hantke als jemanden, der auch Obmann eines Turnvereins sein könne, Hoeflich widersprach nicht. Von 1920 bis 1926 war er Direktoriumsmitglied der zionistischen Spendenorganisation Keren Hayesod. Hantke hielt sich 1919/20 in London auf und ging 1926 als geschäftsführender Direktor des Keren Hayesod nach Palästina, wurde 1933 ihr Direktor und übte dieses Amt bis 1948 aus.
Der Moschaw Even Menachem im Norden Israels wurde nach ihm benannt, ebenso einige Straßen.

## Schriften (Auswahl)
- Zum Wiederaufbau des jüdischen Wirtschaftsorganismus in Polen. 1917
- Idee und Wirklichkeit. Jerusalem, Hauptbureau des Keren Hajessod, 1928
- Wesen und Aufgabe des Keren Hajessod. Jerusalem : Keren Hajessod, 1929